# واري وولفز
نادي واري وولفس (بالإنجليزية: Warri Wolves F.C.)‏ وكان يسمى سابقا نيجر بورتس ثوريتي، هو نادي كرة قدم نيجيري وهو نادي أساسي في نيجيريا. كانت تديره إدارة الموانئ النيجيرية.